# Micreumenes separandus
Micreumenes separandus är en stekelart som beskrevs av Gusenleitner 2002. Micreumenes separandus ingår i släktet Micreumenes och familjen Eumenidae. Inga underarter finns listade i Catalogue of Life.